# Polia accessa
Polia accessa là một loài bướm đêm trong họ Noctuidae.